# Capella de la finca de Láchar
Capella de la finca de Láchar és una obra de 1917 del pintor valencià Joaquim Sorolla realitzada a l'oli sobre llenç. Feta el mes de gener de 1917, mesura 64,5 centímetres d'alçada per 95,5 cm d'amplada. Pertany al Museu Sorolla de Madrid. Es va realitzar amb motiu d'una cacera règia a la qual va assistir Sorolla a Láchar, Granada.

## Context
Va ser la darrera estada de Joaquim Sorolla a terres granadines on estava previst fer un retrat d'Alfons XIII com a caçador. Va viatjar en tren des de Madrid cap a Láchar, al costat del rei i els seus acompanyants de cacera però diferència d'ells, ell no anava a caçar si no a començar a treballar en el retrat de caça. Es van allotjar al Castell de Láchar, construït pel duc de San Pedro de Galatino a mitjans de la dècada de 1880, se suposa que sobre les restes d'un altre castell medieval, islàmic. En no anar la seva dona, Joaquim Sorolla va dedicar part del seu temps a fer una crònica diària, on va deixar manifesta la seva nul·la afició a la caça.
En aquests dies es va estrènyer l'amistat i relació del pintor amb el rei Alfons XIII, i degut al mal temps que va acompanyar es va dedicar a prendre apunts del monarca així com de la localitat de Láchar. Sobre el rei i els seus acompanyants va escriure : «Tractat ara amb interioritat és millor encara, és un home incomparable, amè i prudentíssim, i tots els que venen amb nosaltres, o que jo vaig amb ells, tenen molt d'enginy». Fruit d'aquells dies és el llenç 'Capella de la finca de Láchar'. El retrat al monarca no es va realitzar: «Crec es podrà fer un bonic retrat, però en el Pardo, ja que el camp de Láchar és insípid i monòton», va escriure el valencià.

## Descripció
A l'esquerra hi ha un arc de ferradura i a continuació, en el presbiteri i sota dosser blanc, el setial preparat per al rei Alfons XIII d'Espanya. La cortina i el reclinatori estan recoberts de vellut vermell; i a la dreta es troba l'altar, vist de forma esbossada.